# Molassitherium
Molassitherium ist eine ausgestorbene Gattung der Nashörner, die im Oligozän vor etwa 30 bis 24 Millionen Jahren im heutigen West- und Mitteleuropa lebte. Sie war ein kleiner Vertreter dieser Unpaarhufergruppe, die keine Hornbildungen aufwies. Hauptsächlich bekannt ist sie von zwei gut erhaltenen Schädelfunden nebst einigen Zähnen. Mit einer Datierung in das Oligozän gehört Molassitherium zu den frühesten Nashornnachweisen in Europa.

## Merkmale
Molassitherium war ein kleiner Vertreter der Nashörner, welcher über einige Schädelfunde und Zahnreste bekannt ist. Der Schädel wurde rund 45 cm lang und wies eine breite Form auf mit bis zu 24 cm weit auseinanderstehenden Jochbeinbögen. Das Hinterhauptsbein war deutlich herausgezogen und spitzwinklig, in der Aufsicht besaß es einen deutlichen keilartigen Einschnitt und wies mit nur 9 cm eine eher geringe Breite auf. Das paarige Nasenbein hatte eine kurze und gerade Form, beide Knochen waren durch eine mediane Rille deutlich voneinander getrennt. Auf der Oberfläche befanden sich keine Aufrauungen oder andere Anzeichen für das Vorhandensein eines oder mehrerer Hörner. Die Stirnlinie zwischen Nasen- und Hinterhauptsbein verlief deutlich gerade, das Stirnbein selbst war ausgesprochen breit. Auch hier gab es keine Anzeichen eines Horns. Durch den breiten Schädel war auch der Naseninnenraum zwischen Nasenbein und Oberkiefer sehr breit, zudem U-förmig gestaltet und er reichte bis zum Ende des dritten Prämolaren. Der Mittelkieferknochen trat weit nach vorn heraus und ragte deutlich über das Ende des Nasenbeins hinweg.
Der Unterkiefer ist bisher nur fragmentiert überliefert und nur für die hinteren Bereiche bekannt, so dass dessen vordere Bezahnung nicht dokumentiert ist. Im oberen Gebiss war aber jeweils ein Schneidezahn je Kieferhälfte ausgebildet, der Eckzahn fehlte. Zur hinteren Bezahnung bestand ein Diastema, das wenigstens 4 cm maß. Das hintere Gebiss bestand aus jeweils vier Prämolaren und drei Molaren. Diese waren generell niederkronig (brachyodont) und einfach gebaut, der Zahnschmelz wies keine zusätzlichen Winkelungen auf der Kauoberfläche auf. Vor allem der vorderste Prämolar war sehr klein, die anderen dagegen schon wesentlich größer und teilweise molarisiert. Die gesamte Zahnreihe erreichte etwa 18 cm Länge.

## Fossilfunde
Funde sind vor allem aus West- und Mitteleuropa bekannt. Einer der bedeutendsten stammt mit einem Schädelfragment mit vollständiger hinterer Zahnreihe aus dem französischen Département Vaucluse. Ein vollständiger Schädel wiederum wurde bei Moissac im südwestlichen Frankreich entdeckt. Hinzu kommen mehrere Schädel- und Kieferfunde aus Alharting westlich von Linz in Österreich. Alle Funde sind in das Oligozän zu stellen und zwischen 30 und 24 Millionen Jahre alt.

## Systematik
Molassitherium ist eine ausgestorbene Gattung aus der Familie der Nashörner. Es repräsentiert einen der frühesten, noch hornlosen Vertreter der Nashörner in Europa und ist an der Basis ihrer stammesgeschichtlichen Entwicklung einzuordnen. Im Zahnaufbau weist es Ähnlichkeiten mit Epiaceratherium auf, ist aber möglicherweise mit einigen nordamerikanischen Nashornformen wie Diceratherium und Subhyracodon näher verwandt. Dadurch gehört Molassitherium höchstwahrscheinlich noch in die „Stammgruppe“ der Nashörner.
Die Gattung Molassitherium wurde im Jahr 2013 von Damien Becker und Pierre-Olivier Antoine wissenschaftlich erstbeschrieben. Der Name bezieht sich einerseits auf Molasse, eine besondere Form der Sedimentgesteine, andererseits leitet sich der zweite Bestandteil vom griechischen Wort θήριον (thêrion) ab, das „Tier“ und bedeutet. Als Typusart bestimmten die Autoren M. albigense, welche M. F. Roman bereits 1911 als Acerotherium albigense anhand eines Schädelbruchstückes mit vollständiger Zahnreihe aus dem Département Vaucluse etabliert hatte. Der Holotyp galt längere Zeit als verschollen, wurde aber im Jahr 2005 im Museum von Toulouse wiederentdeckt. Im M. albigense schlossen Becker und Antoine außerdem Aceratherium kuntneri, kreiert von Franz Spillmann 1969 anhand von Funden aus der Umgebung von Linz, als Synonym mit ein. In der Folgezeit wurden weitere Funde dieser Art teilweise zu Epiaceratherium oder zu Protaceratherium gestellt.
Ursprünglich hatten Becker und Antoine 2013 gemeinsam mit der Gattung Molassitherium auch die Art M. delemontense aufgestellt, basierend unter anderem auf einem nahezu vollständigen Schädel eines erwachsenen und einem fragmentierten Unterkiefer eines nicht ausgewachsenen Tieres aus Poillat am rechten Ufer des Birs im Kanton Jura. Sie fügten der Art weitere isolierte Zähne aus Kleinblauen, ebenfalls in der nordwestlichen Schweiz, sowie aus Habach in Bayern und aus Offenheim in Rheinland-Pfalz ebenso wie aus Monclar-de-Quercy im südlichen Frankreich bei. Diese Form wurde gegenüber M. albigense als etwas älter eingestuft. Neuuntersuchungen an Fundmaterial früher Nashörner aus West- und Mitteleuropa einschließlich damit verbundener phylogenetischer Analysen führten im Jahr 2020 dazu, dass M. delemontense aus Molassitherium ausgegliedert und in Epiaceratherium eingebunden wurde. Damit verbleibt nur M. albigense als einzige anerkannte Art innerhalb der Gattung Molassitherium.